# Hollardia goslinei
Hollardia goslinei és una espècie de peix de la família dels triacantòdids i de l'ordre dels tetraodontiformes.

## Morfologia
- Els mascles poden assolir 14,4 cm de longitud total.[3]

## Hàbitat
És un peix marí i de clima tropical que viu entre 275-366 m de fondària.

## Distribució geogràfica
Es troba a Hawaii.

## Observacions
És inofensiu per als humans.